# Уэно, Хидэсабуро
Хидэсабу́ро Уэ́но (яп. 上野 英三郎 Уэно Хидэсабуро:, 19 января 1872, Цу — 21 мая 1925, Токио) — профессор сельского хозяйства, преподававший в Токийском университете. Первым ввёл специализацию по агротехнике, считается центральной фигурой в механизации сельского хозяйства Японии. Известен также как хозяин пса Хатико, ставшего в Японии символом верности.

## Биография
Хидэсабуро Уэно родился 19 января 1872 года в городе Цу японской префектуры Миэ в семье Рокубея Уэно. В 1895 году он окончил факультет сельского хозяйства в Токийском университете. После этого Уэно поступил в аспирантуру, где изучал агротехнику. 10 июля 1900 года он окончил аспирантуру и начал работать доцентом. В 1902 году Уэно стал адъюнкт-профессором, в 1916 — профессором. С 1916 года Уэно начал преподавать агротехнику в Токийском университете, первым введя специализацию данного предмета. Ныне считается центральной фигурой в механизации сельского хозяйства страны; его именем названа награда, вручаемая сельскохозяйственным инженерам-механизаторам за научные достижения.
21 мая 1925 года скончался от кровоизлияния в мозг прямо во время лекции.

## Хатико
Уэно был любителем домашних животных, в особенности собак. Его восьмой по счёту собакой был пёс Хатико (от японского «хати» — «восемь»), который стал знаменит своей преданностью хозяину, в течение девяти лет после смерти профессора ожидая его возвращения на станции Сибуя.

## В массовой культуре
- В фильме «История Хатико» роль Хидэсабуро Уэно исполнил Тацуя Накадаи[7].
- Является прототипом Паркера Уилсона из фильма «Хатико: Самый верный друг», роль исполнил Ричард Гир[8][нет в источнике].
- Также является прототипом Чэнь Цзинсю из фильма «Мой Хатико», роль исполнил Фэн Сяоган.